# Noodoverlaat

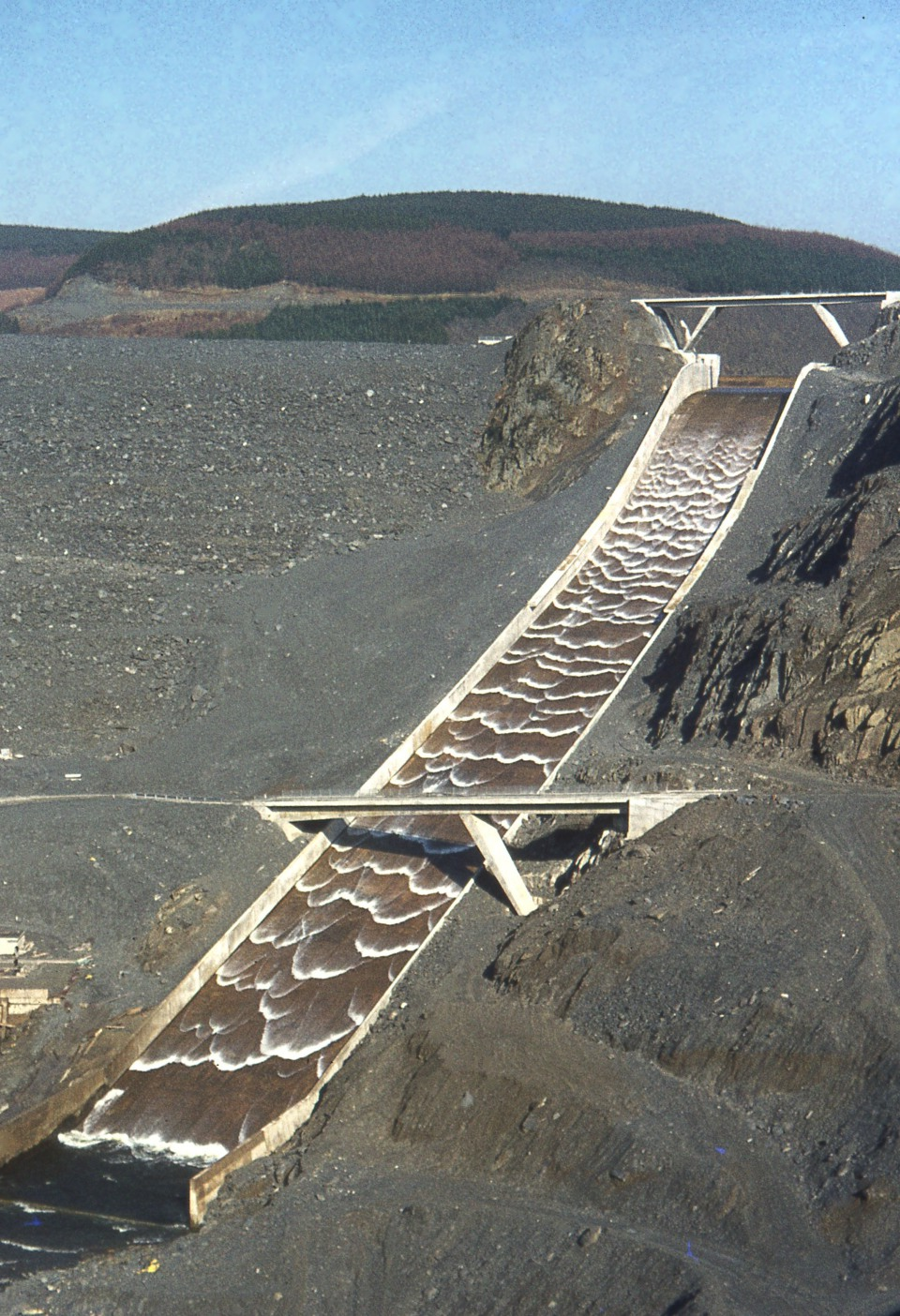
Noodoverlaat van de Llyn Briannedam in Wales

Een noodoverlaat is een waterbouwkundige constructie die gebruikt wordt om het teveel aan water in een stuwmeer of retentiegebied gecontroleerd weg te laten vloeien. Het bestaat meestal uit beton of uit met cement aan elkaar gekitte natuurstenen. Zou men de noodoverlaat achterwege laten, dan zou een teveel aan water op een willekeurige plaats over de kruin van de dam kunnen vloeien, waarbij de dam zou kunnen eroderen of in zijn geheel bezwijken.

## Typen

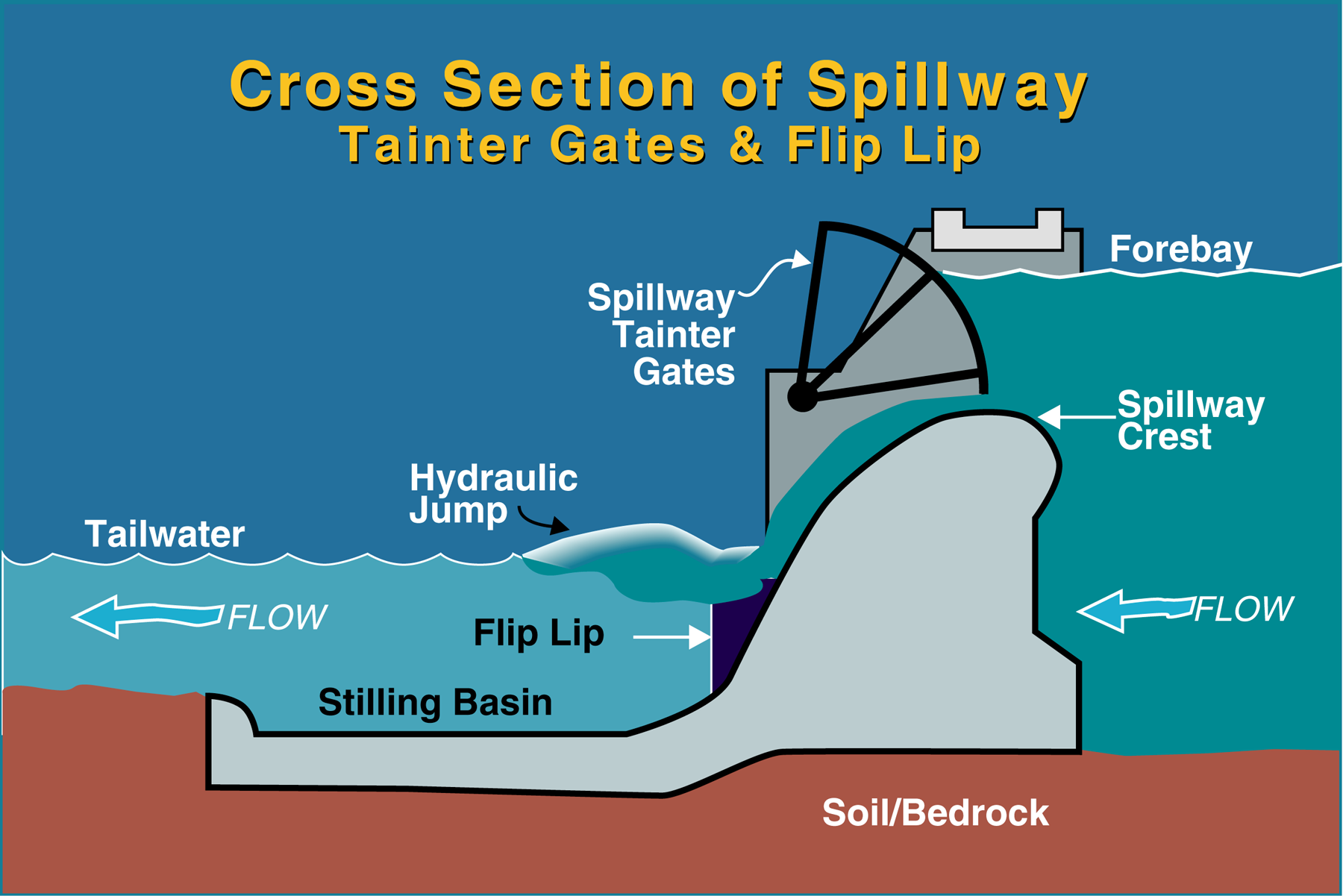
Overlaat met schuif bij de Bonnevilledam

Bij overlaten stroomt het water over een drempel in de open lucht uit het stuwmeer. Er zijn twee verschillende hoofdtypen, vaste overlaten en met schuiven uitgeruste overlaten.
 
Bij een vaste overlaat is er geen afsluiting aanwezig en treedt de overlaat in werking op het moment dat de waterspiegel in het stuwmeer hoger is dan de kruin van de overlaat.
 
Bij een met schuiven uitgeruste overlaat is er altijd een afsluiting, zoals een deur, schuif of klep, aanwezig. Deze opening wordt automatisch of handmatig geopend en de grootte van de opening kan worden gereguleerd waarmee de hoeveelheid af te voeren water wordt bepaald.

## Onderdelen
Bij een overlaat zijn er vier onderdelen te onderscheiden, een inlaatwerk al dan niet met afsluiting, een aflaatgoot of -tunnel, een uitlaatwerk waar het water naar buiten komt en een afvoerkanaal om het water veilig naar af te voeren.
Het inlaatwerk is een open constructie, met of zonder afsluitingen, in of naast de dam met een drempel waar het water overheen stroomt als het waterpeil te hoog komt. Soms is er een cirkelvormige opening voor de dam waar het water instort als het waterpeil te hoog wordt. Eenmaal over de drempel komt het water in een open goot of het wordt via een tunnel afgevoerd.
Door de hoeveelheid water en de val van een grote hoogte krijgt het water een hoge snelheid en moet worden afgeremd om schade aan de basis van de dam of het afvoerkanaal te voorkomen. Bij een springschansoverlaat als uitlaatwerk wordt het water in de laatste meters van de aflaatgoot naar boven gericht en verliest hiermee een deel van de kracht als het in het afvoerkanaal stort. Verder worden ook zogenaamde tandverspreiders toegepast. Deze betonnen tanden staan aan de voet en het water wordt hier van richting veranderd waardoor ook de kracht afneemt. De keuze hangt af van de plaatselijke omstandigheden waarbij ook de valhoogte en hoeveelheid water een rol spelen. Het water komt vervolgens in een woelkom. De versterkte ruimte aan het begin van het afvoerkanaal is speciaal geprepareerd om de resterende kracht van het water te absorberen.

## Fotogalerij

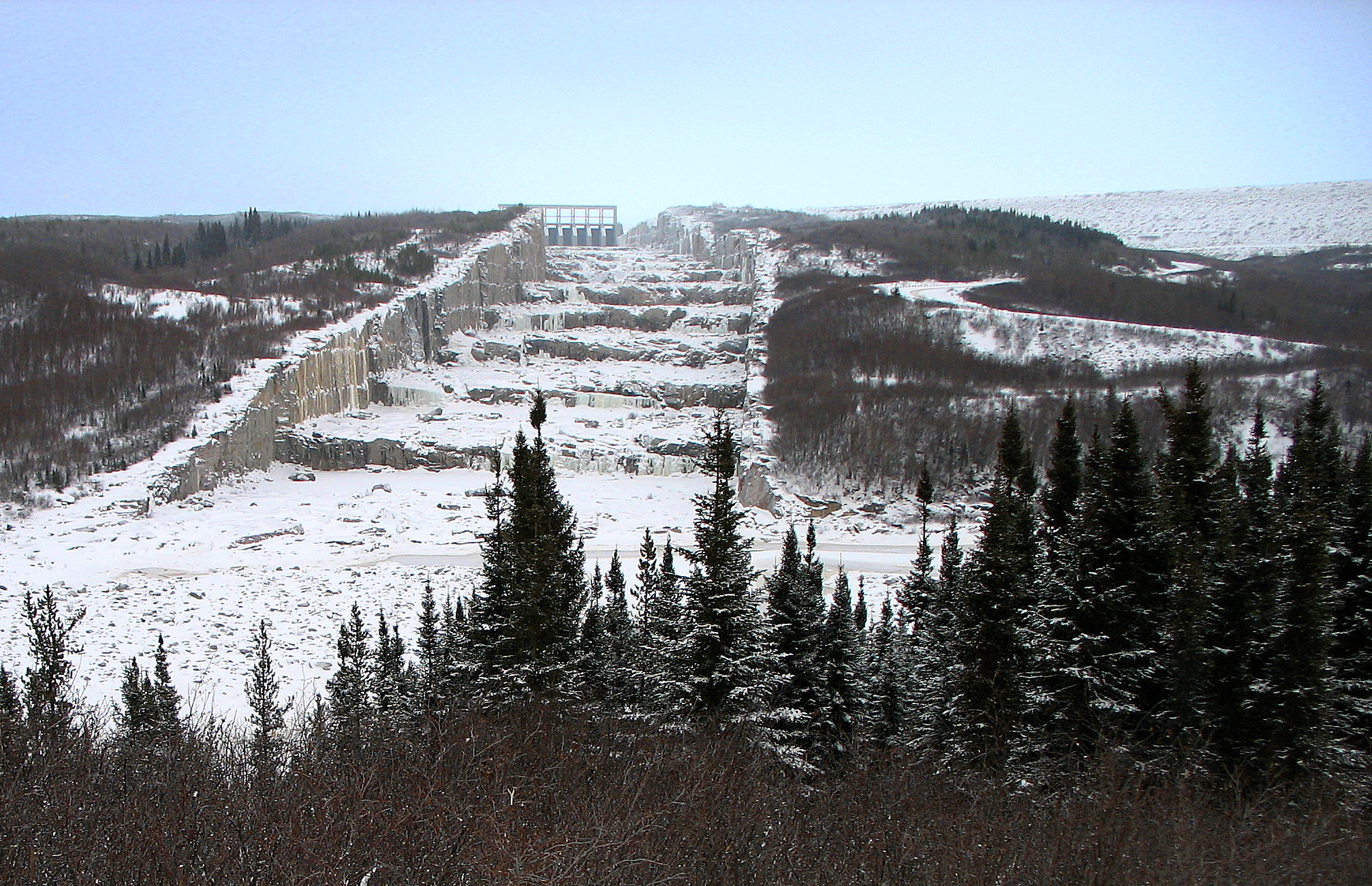
De enorme noodoverlaat van het Robert Bourassastuwmeer in de rivier de La Grande, Quebec
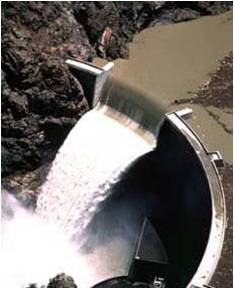
Water stroomt vrij maar gecontroleerd over de dam
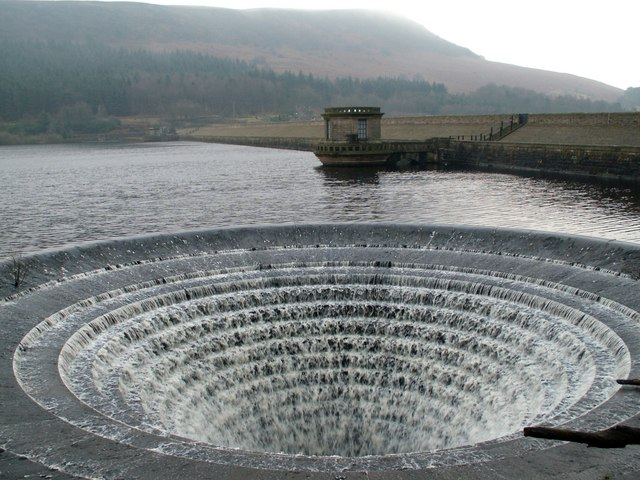
Cirkelvormige opening met de dam op de achtergrond
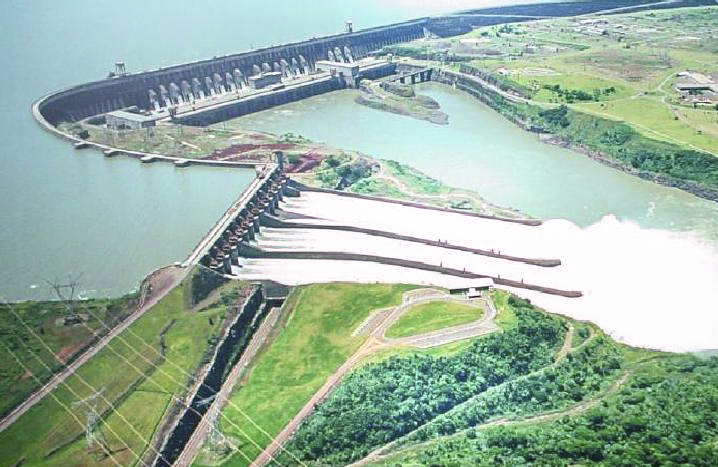
Aflaatgoot van de Itaipudam met rechts de springschans
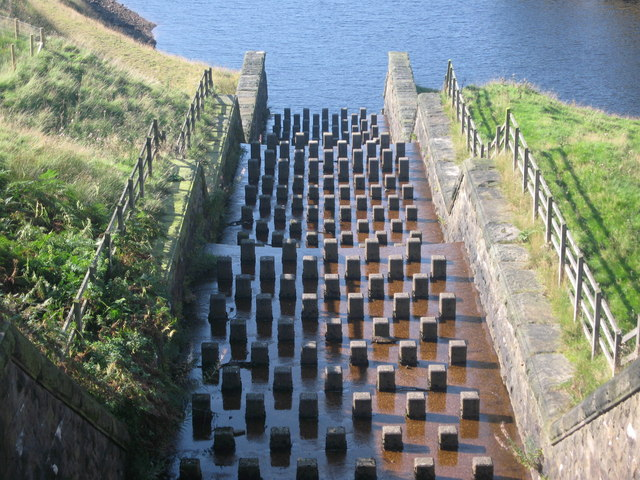
Aflaatgoot met tandverspreiders